# Blindspotting (série de televisão)
Blindspotting é uma série de televisão de comédia dramática estadunidense criada por Rafael Casal e Daveed Diggs, baseado no filme de mesmo nome de 2018. É estrelado por Jasmine Cephas Jones, Jaylen Barron, Candace Nicholas-Lippman, Benjamin Earl Turner e Atticus Woodward.

## Elenco

### Principal
- Jasmine Cephas Jones como Ashley
- Jaylen Barron como Trish
- Candace Nicholas-Lippman como Janelle
- Benjamin Earl Turner como Earl
- Atticus Woodward como Sean

### Recorrente
- Helen Hunt como Rainey
- Rafael Casal como Miles
- Justin Chu Cary como Rob
- April Absynth como Jacque

## Recepção
No Rotten Tomatoes, a série detém um índice de aprovação de 100% com base em 23 críticas, com uma classificação média de 7,69/10. O consenso crítico do site diz: "A rara adaptação que excede seu material original, Blindspotting habilmente assume complicadas construções sociais com um toque cômico, elaborando um programa que é tão engraçado quanto comovente, ao mesmo tempo em que apresenta seu incrível conjunto - liderado pela cativante Jasmine Cephas Jones - muito espaço para brilhar". No Metacritic, tem uma pontuação média ponderada de 76 de 100, com base em 15 avaliações, indicando "críticas geralmente favoráveis".  